# Сумська вулиця (Харків)
Су́мська́ ву́лиця — головна вулиця Харкова. Довжина — 4,2 км. Починається від майдану Конституції, проходить поруч із Садом імені Тараса Шевченка, майданом Свободи, Центральним парком і закінчується на розі з вулицею Дерев'янка. Далі вулиця переходить у Харківське шосе.

## Назва вулиці
Вулиця набула назву від дороги до міста Суми, яка тут проходила в XVII столітті. В Описі Харківського намісництва 1788 року йдеться: «в північно-західну сторону дорога називається Сумська, прямує від Харкова через Золочів у Суми, а звідти до Глухова і в Новгород-Сіверський».
У 1909 році відбулася перша спроба перейменувати Сумську вулицю. На хвилі ювілеїв її запропоновано назвати Гоголівською. Перейменування тоді не відбулося, а ім'я Миколи Гоголя надали Кокошкінській вулиці — так вона зветься й дотепер.
Наступна спроба — тепер уже вдала — відбулась 25 січня 1919 року, коли Харків остаточно перейшов під влалу більшовиків. Її назвали на честь одного із засновників Комуністичної партії Німеччини Карла Лібкнехта. В роки німецької окупації (1942—1943) згідно з рішенням Міськуправи від 7 вересня 1942 року вулиці повернули первинне ім'я. Міськрада повернула історичну назву вулиці 2 жовтня 1945 року.

## Історія

### Народження вулиці
Сумська не найстаріша вулиця міста. Виникла наприкінці XVII століття як дорога до міста Суми. Забудова йшла повільно, і в кінці XVIII століття вулиця закінчувалась в районі сучасних вулиць Скрипника й Римарської — далі йшов земляний вал, що оточував місто. При в'їзді до міста з Півночі стояли дві кам'яні вартівні, від валу виступали два люнети. Ця вісь, що проходила від північної брами міської фортеці по хребту підвищеного мису між річками Лопань та Харків, стала природним напрямом для розвитку головної вулиці. Одразу ж за валом, з північно-східної сторони, було Старе Кладовище, що обслуговувало три парафії старої частини міста. З 1783 року тут стояла кам'яна Мироносицька церква, яку побудували на місці давнішої дерев'яної. У 1813—1819 роках вона перебудована на кошти купецтва в неовізантійському «цегляному» стилі (арх. Євген Васильєв). Тепер на цьому місці сквер Перемоги та «Дзеркальний струмінь», а у 2013—2015 роках попри серію протестів місцевих мешканців, на цьому місці зведено нову велетенську дев'ятибанну Мироносицьку церкву.

### XIX— початок XX століття

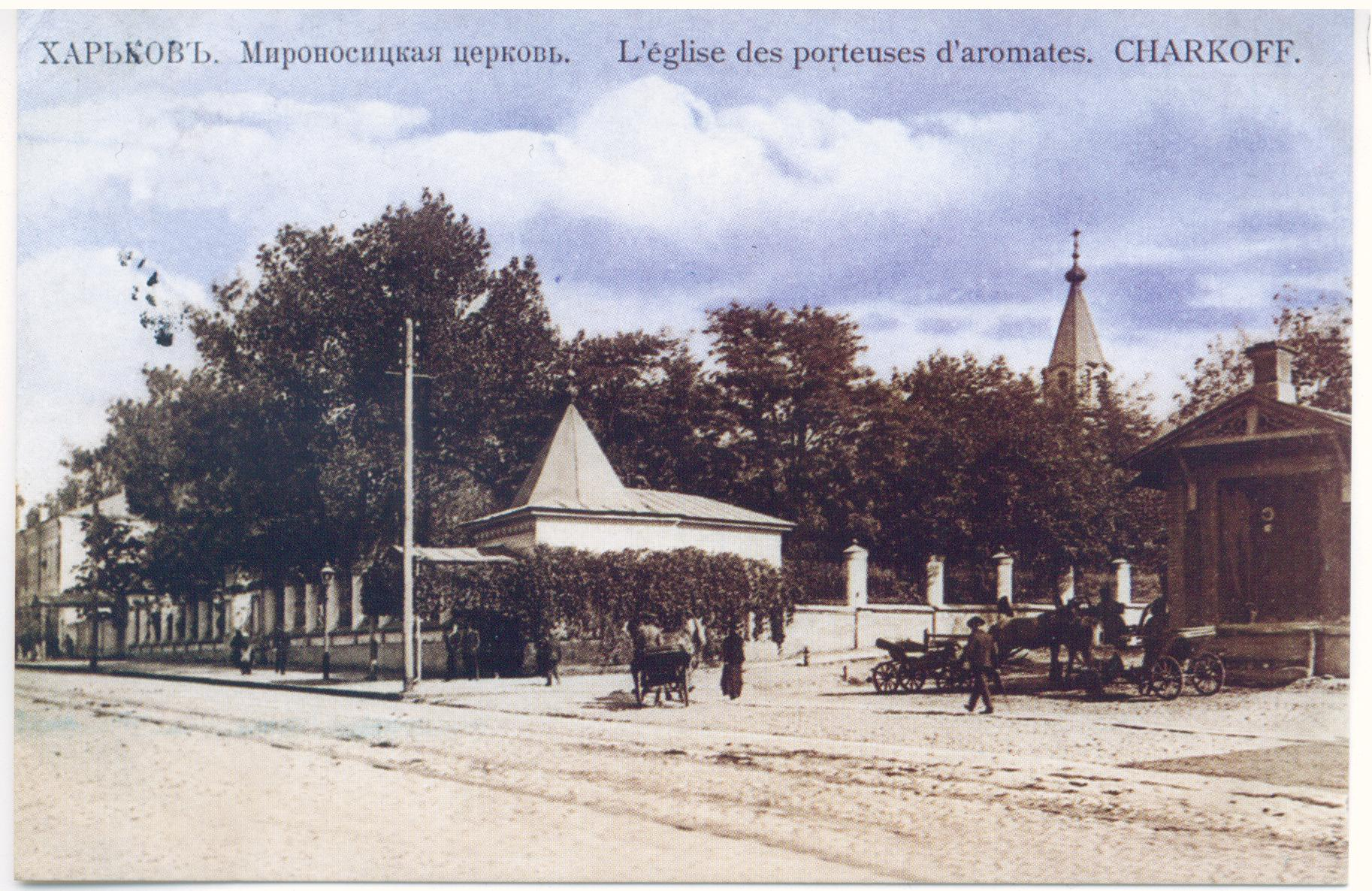
Мироносицька церква

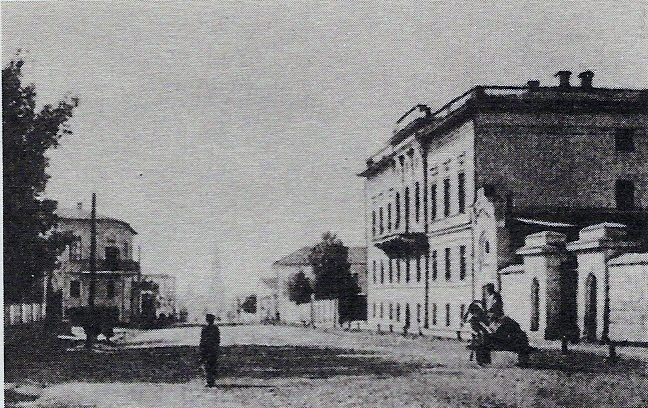
1860-ті роки. Сумська вулиця біля Мироносицької церкви

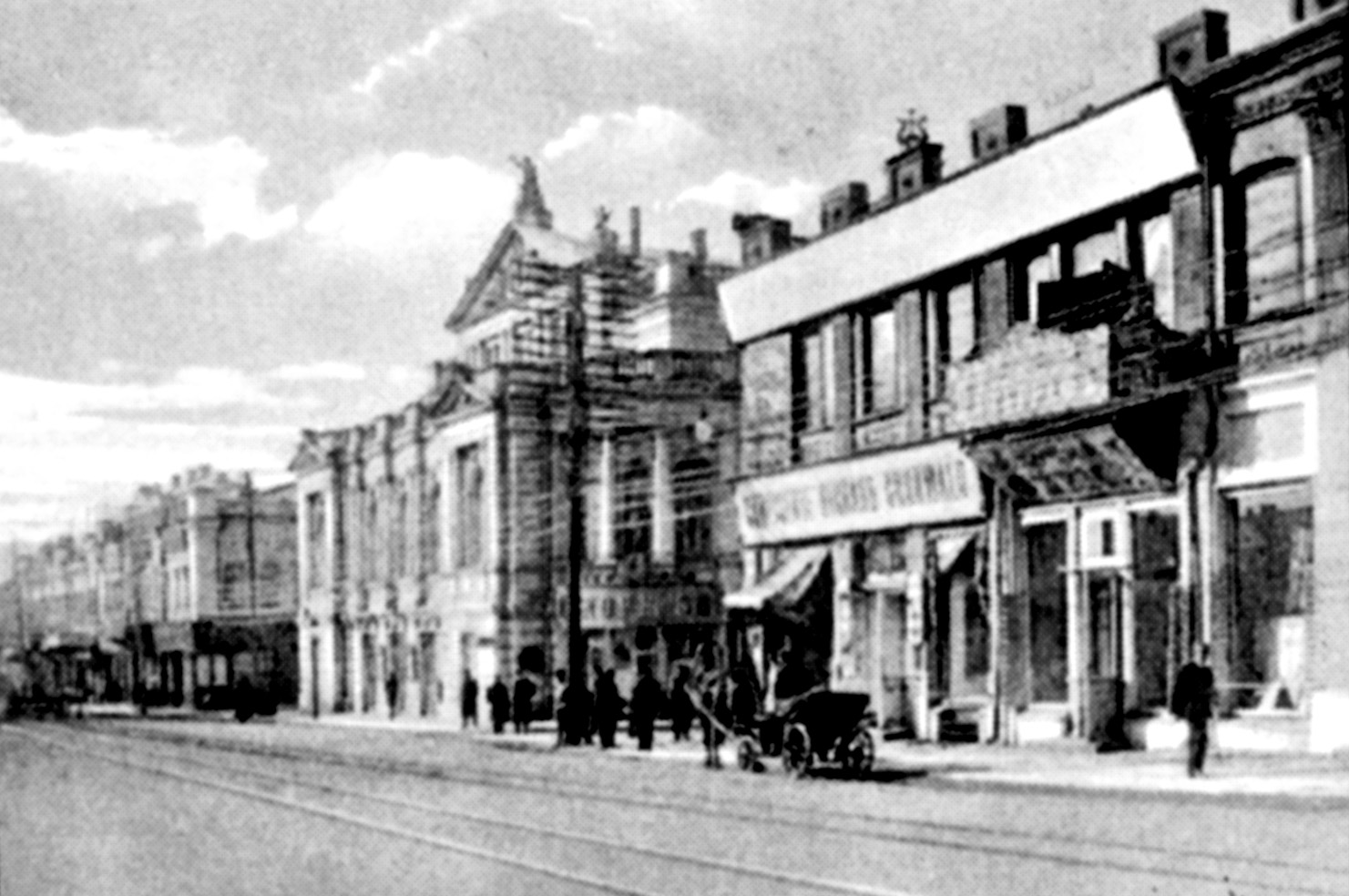
Сумська вулиця біля театру. 1900-ті рр.

Захисний вал довго стримував розвиток міста в північному напрямку. Лише на початку XIX століття вал було знесено. За планом 1838 року межі міста були розширені в північному напрямку до Університетського саду (тепер — сад імені Тараса Шевченка). У цей період висота забудови вулиці не перевищувала двох поверхів і вона мала зручний пішохідний масштаб, який пізніше ліг в основу цілої мережі прилеглих вулиць.

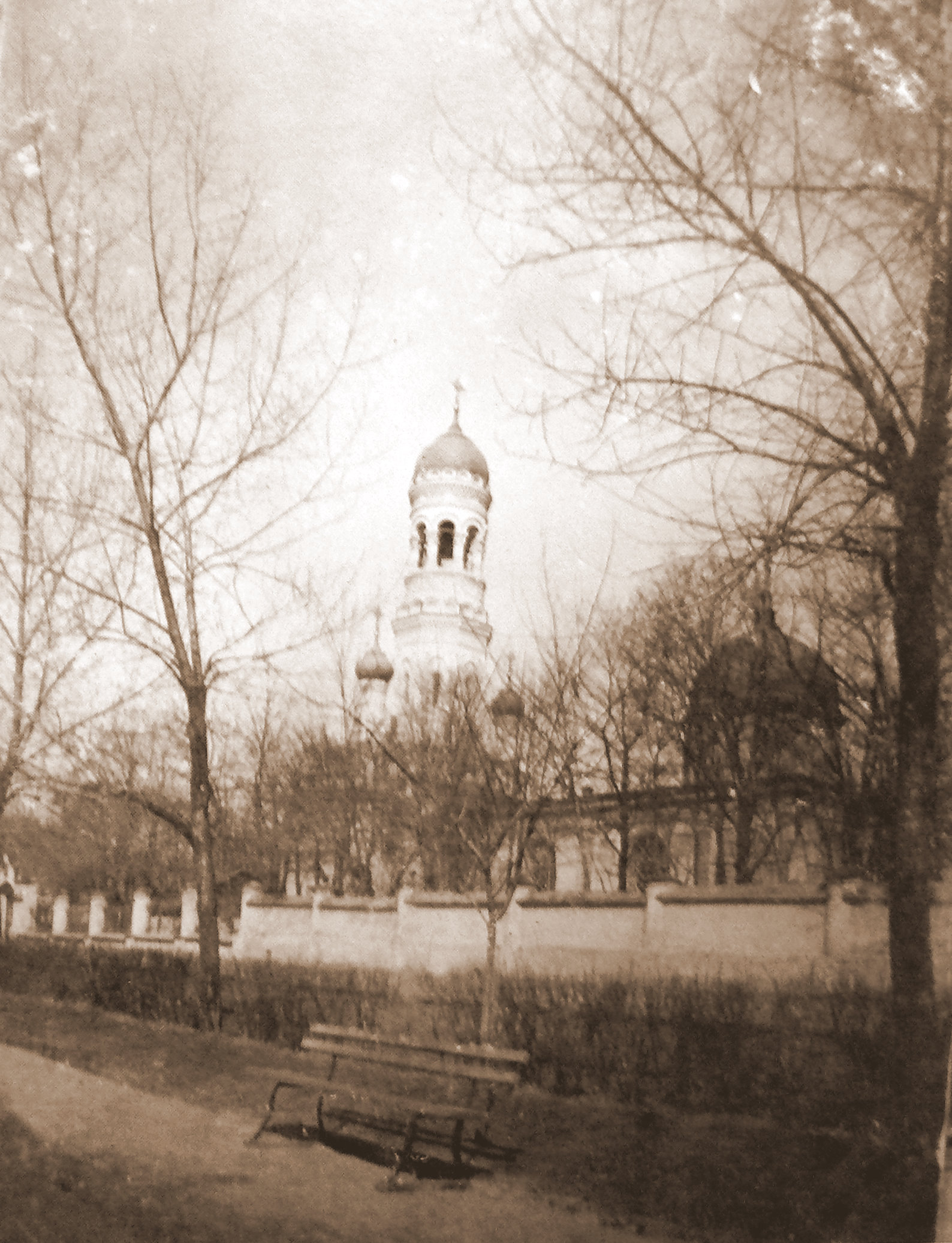
Мироносицька церква із дзвіницею (1911) з боку Мироносицької площі. Містилася на місці сучасного «Дзеркального струміня» до 1930

Колишнє Старе кладовище, яке тривалий час повнило жахом серця мешканців прилеглого району: там у покинутих склепах та каплицях ночами збиралися бродяги, на початку XIX століття було закрите й частково знесене. На звільненому місці перед Мироносицькою церквою утворилася Мироносицька площа. На площі було кілька будівель: лазарет, фабрика шерстяної та бавовняної тканини стайні Приказу суспільної опіки, парафіяльне училище. Усі ці будівлі були знесені в ході численних реконструкцій скверу.
З ініціативи засновника Харківського університету В. Н. Каразіна на місці природного лісу по вул. Сумській було закладено Університетський сад, що включав ландшафтний (англійський) парк, ботанічний сад, обсерваторію та дослідне господарство. Біля входу в сад 1906 року до 100-річчя заснування університету було встановлено пам'ятник В. Н. Каразіну (скульптор І. І. Андреолетті, архітектор О. М. Бекетов). У 1825 році навпроти Мироносицької площі розпочалось спорудження великої будівлі для кадетського корпусу. Але кадетський корпус у Харкові не відкрили, а будівлю в 1839 році передали Інституту шляхетних дівчат. Права сторона Сумської навпроти інституту і саду тоді ще не була забудована та являла собою величезний пустир.
Наприкінці 30-х — на початку 40-х років почалось упорядкування вулиці. Університетський сад з боку Сумської обнесли красивою кам'яною огорожею із залізними ґратами. У 1839 році вулицю навпроти інституту та саду вимостили каменем, а 1840 року встановили 37 олійних ліхтарів. На Мироносицькій площі зосередилась торгівля хлібом, площу стали називати Хлібною.
У середині XIX століття з'явився Ветеринарний інститут (нині Харківська державна зооветеринарна академія). Інститут утворили на базі практичної ветеринарної школи, заснованої при Харківському університеті 1839 року. У 1851 році школу відокремили від університету на правах вищого навчального закладу, а 1873 року вона дістала назву Ветеринарий інститут. Для створення підсобного господарства були використані землі за Університетським садом — «Піски» — тепер тут майдан Свободи. Будівлю Інституту звів у формах пізнього класицизму архітектор Михайло Львов. Тут працювали відомі вчені, в тому числі І. І. Мечников. Будівлю реконструювали 1961 року під міський Палац піонерів (арх. Борис Клейн).
У 1850-х роках у центрі Харкова всі будинки стали кам'яними.
Межа вулиці в північному напрямі була визначена наприкінці XIX століття. У 1893—1895 роках на вулиці було закладено, а в 1907 році відкрито, Міський парк (нині Центральний парк).
Наприкінці XIX — початку XX століття Сумська розрослася ще більше. З 1894 року Міська дума стала розпродавати землі в кінці Сумської, і тут з'явилося багато кам'яних будівель.
У 1882 році Сумською розпочався рух конки — кінно-залізничної міської дороги, з невеличкими відкритими вагончиками, обладнаними поперечними лавами. Сумською проходив маршрут, що починався біля мосту через річку на Москалівській вулиці, йшов через центр і закінчувався Ветеринарним інститутом.
На початку XX століття Сумська стає головною вулицею міста. Починається зведення багатоповерхових будівель. Більшість малоповерхових будівель на ділянці вулиці до Мироносицької площі втратили свою житлову функцію, були так чи інакше реконструйовані або надбудовані. Житло заступили крамниці, банки, кінотеатри, ресторани, лікувальні заклади. Житловими лишаються тільки великі прибуткові будинки, перші поверхи яких так само займають крамниці та контори.

### Радянський час

Пам'ятник Тарасові Шевченку. 1963 рік

У 1917—1918 роках на Сумській, 13 розташовувався Центральний Виконавчий Комітет України та Народний Секретаріат. У березні 1919 року утворена Українська Соціалістична Радянська Республіка, Харків став її столицею. З 1920 року на Сумській, 44, працював Центральний Комітет КП(б)У, який 1925 року перемістився на Сумську, 64.
У будинку на Сумській, 1 розміщувався Наркомат фінансів УСРР.
Серед перших дій нової влади було масове переселення мешканців підвалів і нетрищ до квартир будинків, де раніше жили буржуазія й інтелігенція. Заселення відбувалося покімнатно й супроводжувалося утисками частини попередніх мешканців, що лишилися. Так з'явились «комуналки». Забудова провадилася несистемно.
З 1930-х років почалась реалізація великих містобудівних заходів, що часто спричинювала нищення цінної забудови. Отак була знесена Мироносицька церква та залишки цвинтаря з могилами відомих харківців, де мав постати новий культурно-суспільний центр міста. Передбачалося зведення «Театру масового музичного дійства». Всесоюзний конкурс на його будівництво був оголошений 1930 року. Усього брало участь 144 роботи. За умовами конкурсу театр мав уміщувати не менше чотирьох тисяч осіб, передбачалося поєднання функцій цирку, театру та кінотеатру, а також поряд зі спектаклями проведення масових заходів. Перший приз конкурсу дістав проєкт братів Весніних, який вирішував усі поставлені задачі. Центральною частиною композиції вони зробили велику овальну залу, що вміщувала від 4 до 6 тис. глядачів. Проєкт був прийнятий до реалізації, почалось будівництво. Проте після перенесення 1934 року столиці до Києва будівництво припинилось, встигли збудувати лише житловий будинок з боку Чернишевської. На цьому місці влаштували тролейбусне депо яке проіснувало до 1946 року.
1927 року заснований Харківський машинобудівний завод «ФЕД», промислове підприємство з випуску найпростіших електричних свердлильних машин і фотоапаратів. Згодом став виробляти апаратуру для авіаційної та космічної промисловості.

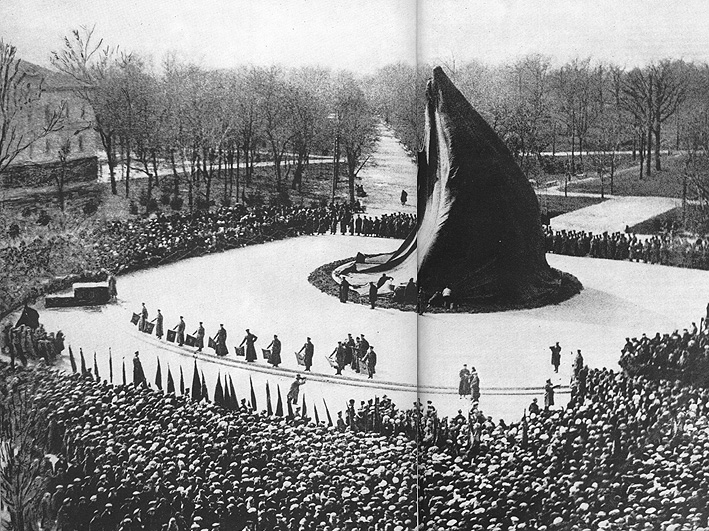
За мить до відкриття пам'ятника Т. Шевченку в Харкові, 24 березня 1935

У 1935 році на місці перенесеного пам'ятника Каразінові, було встановлено пам'ятник Тарасові Шевченку. Автори пам'ятника — радянський скульптор Матвій Манізер і архітектор Йосип Лангбард.
У 1939 році Сумською вулицею розпочався тролейбусний рух. Тут пролягав перший у Харкові маршрут — Університетська гірка — Центральний парк культури та відпочинку.
8 листопада 1940 року відкрито Харківську дитячу залізницю, яка сполучила Центральний парк з Лісопарком. Будівлю вокзалу споруджено за проєктом архітектора Євгена Лимаря. У роки німецької окупації Харкова залізниця була зруйнована. Відновлена після 1945 року.
Після війни на місці Мироносицької церкви насадили сквер Перемоги. А в 1947 році за проєктом архітектора Віктора Коржа спорудили фонтан «Дзеркальний струмінь», який нині став символом міста.
У 1970–1990 роках, навпроти «Дзеркального струменя», за проєктом архітекторів С. Н. Миргородського, В. Д. Єлізарова, Н. В. Чуприни й Р. М. Гупала звели новий будинок Харківської опери.

### Сучасність

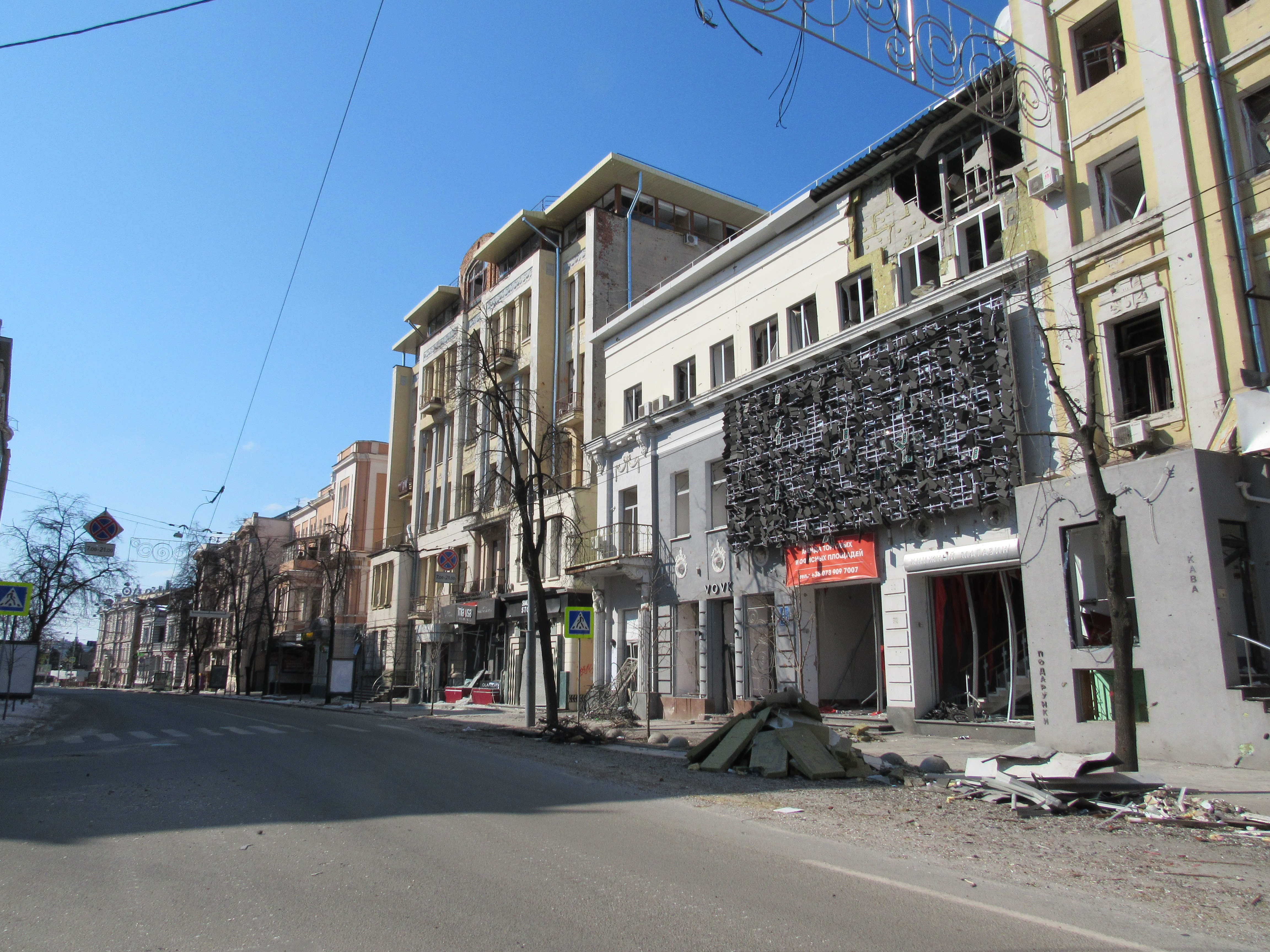
Вулиця Сумська після російського ракетного удару

Нині критичною стала проблема паркування: попри те, що паркування на вулиці Сумській заборонене до 21:00, вона залишається заставленою припаркованими машинами, що зменшує пропускну здатність проїжджої частини на 30 %-50 %, що призвело до петицій на сайті міської влади та навіть пропозицій зробити вулицю пішохідною. Під час святкування дня міста та дня Незалежності України у 2021 році вулицю зробили пішохідною на два дні (23 та 24 серпня). В ці дні вулицю переповнили пішоходи, а пізніше на сайті міської ради знову з'явилася петиція про перетворення Сумської вулиці на пішохідну, які вже існують у багатьох містах світу та України. Міська влада також планувала перетворити Скрипниківський узвіз на пішохідну вулицю. Станом на 2024 рік жодної такої вулиці в Харкові немає.
На Сумській збереглася значна частка визначних історичних будівель міста. Частина з них відреставрована, але деякі руйнуються без належного догляду, частину виключають зі списків пам'яток архітектури, як наприклад, особняк Миколи Авдакова (буд. № 52), який у 1874 звів архітектор Гаврило Стрижевський, а в 1898 р. реконструював автор герба УНР Василь Кричевський і український архітектор Іліодор Загоскін. У 2003—2011 роках на розі з Театральним майданом, на місці старої філармонії, зведено торговельний центр Ave-Plaza.
Забудова Сумської вулиці постраждала від російських ракетних та авіаційних атак у 2022—2024 роках. Зокрема, було серйозно пошкоджено будинок Харківської обласної державної адміністрації, особняк Сергія Савича, будинки початку XX століття на розі з вулицею Данилевського та Ярослава Мудрого тощо.

## Театральний майдан
Утворився на межі XVIII та XIX століть на місці колишніх земляних оборонних укріплень. Зручно сполучує Сумську вулицю з Григорія Сковороди. Назву дістав на початку XIX століття від нововідкритого Міського драматичного театру. Сквер на площі з'явився в 1876 році. У 1904 році на східному боці площі, що виходить на Пушкінську вулицю (нині Григорія Сковороди) було відкрито пам'ятник Олександрові Пушкіну (нині демонтований), а в 1909 році на західному боці, що виходить на Сумську вулицю — пам'ятник Миколі Гоголю.

## Будівлі

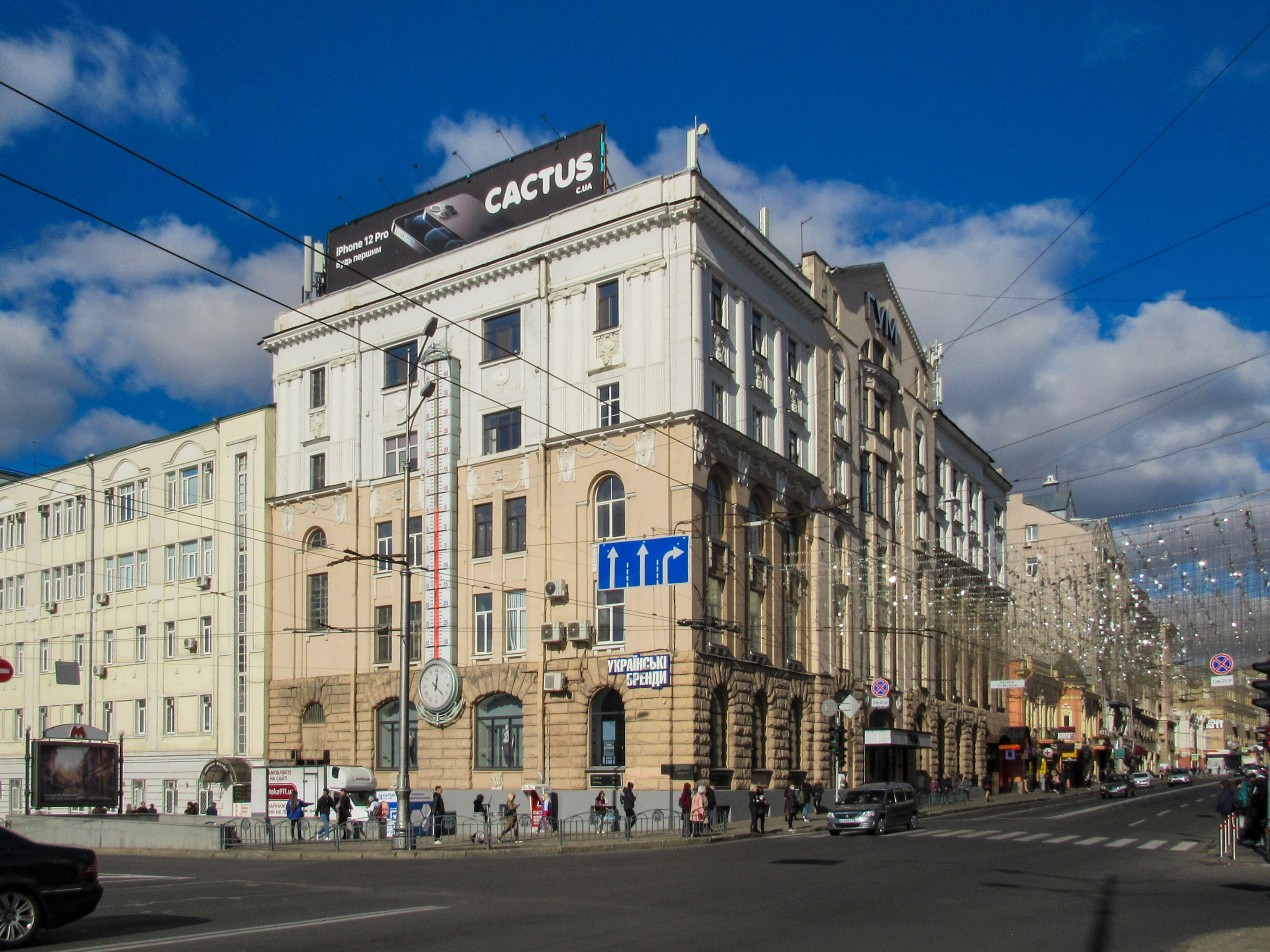
Будинок № 1

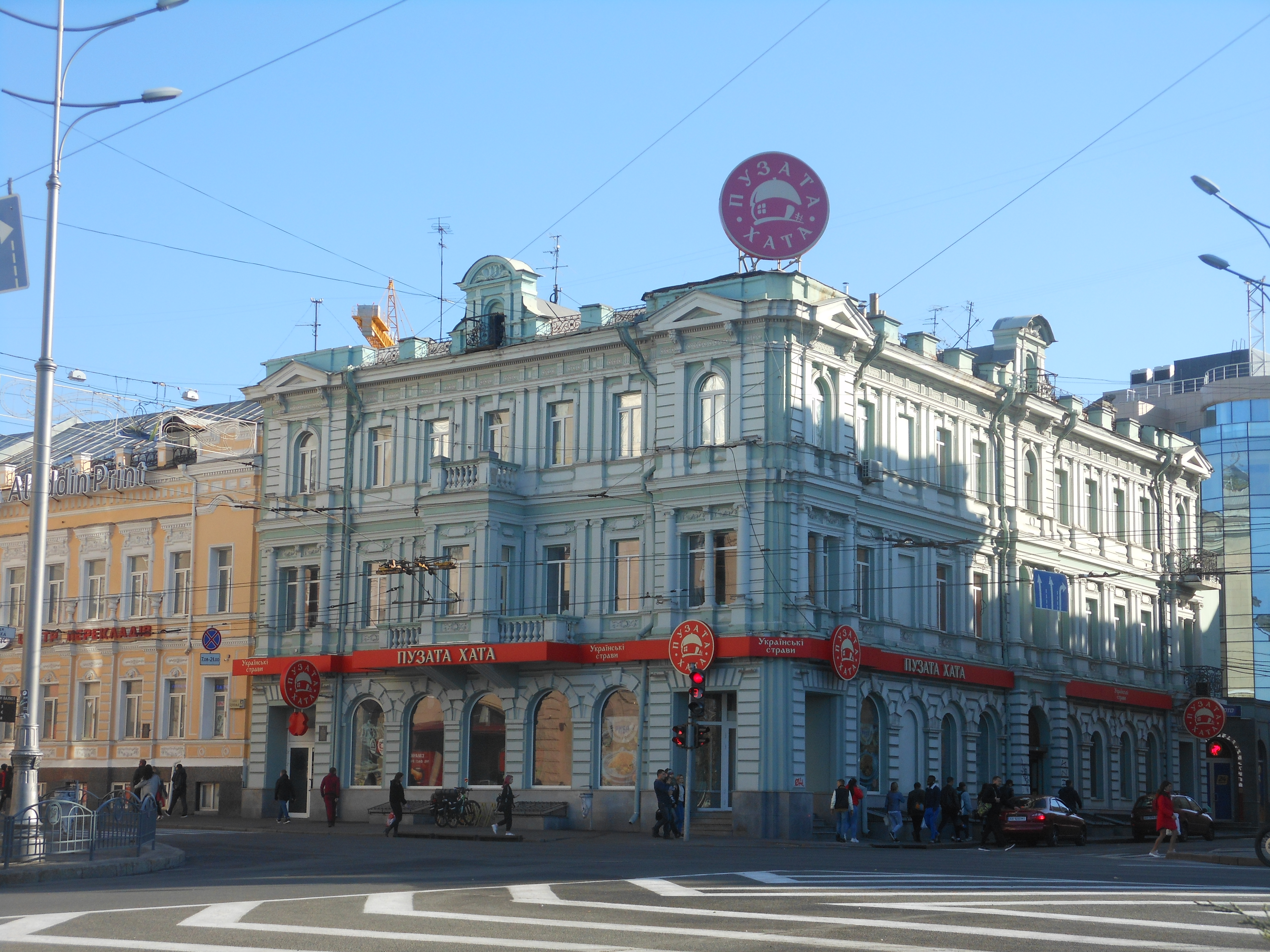
Будинок № 2

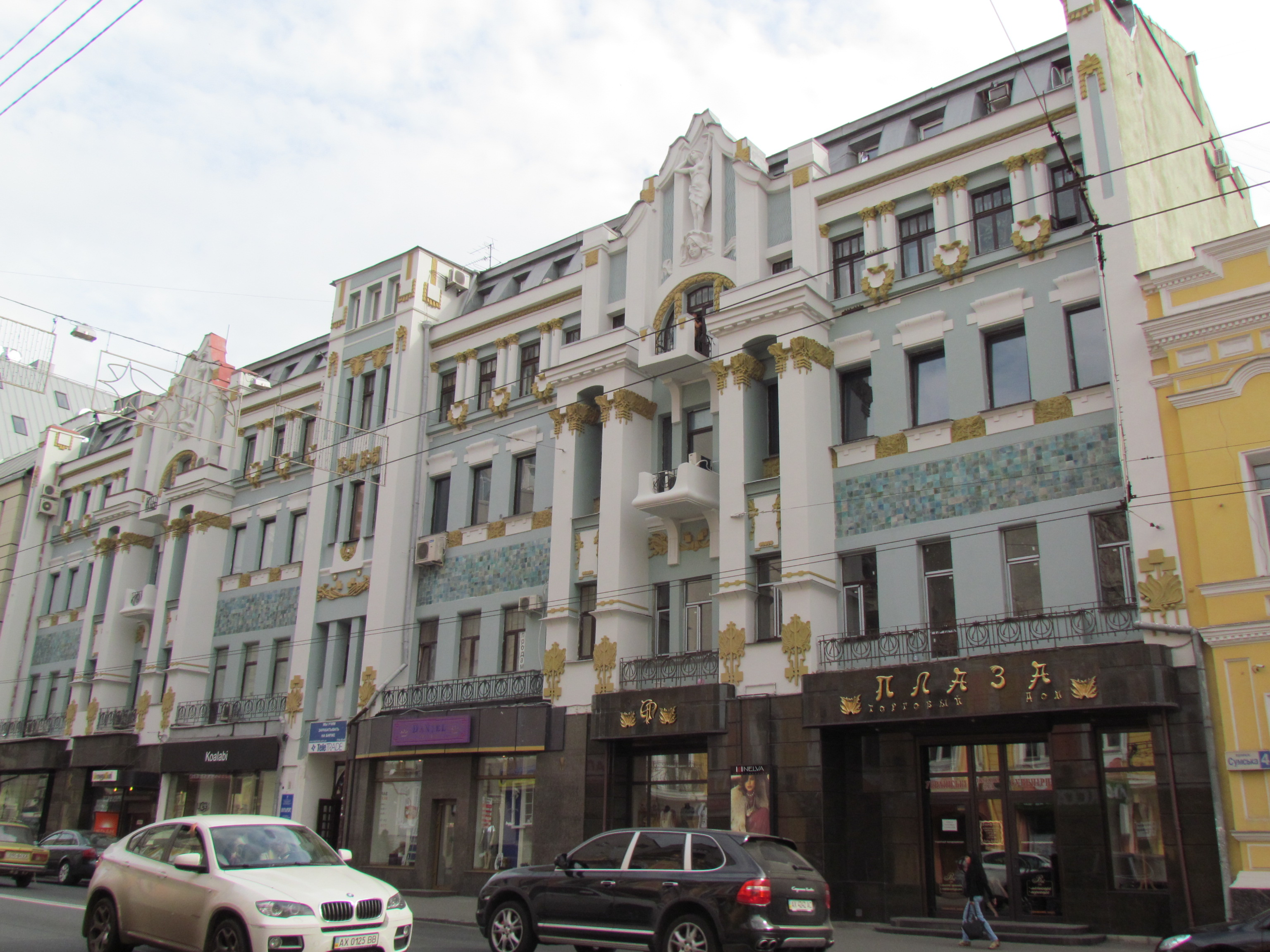
Будинок № 6

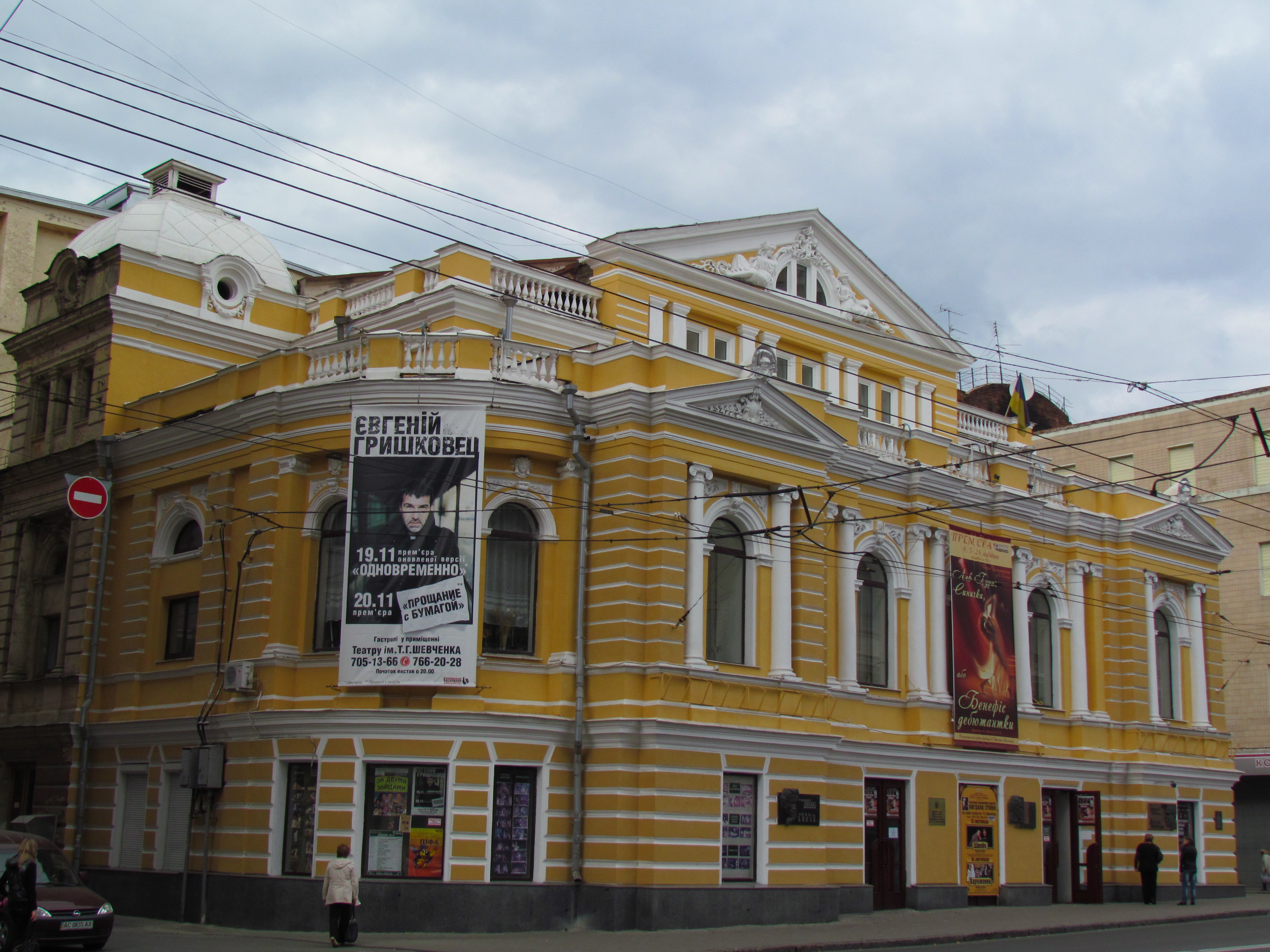
Драматичний театр імені Тараса Шевченка (буд. № 9)

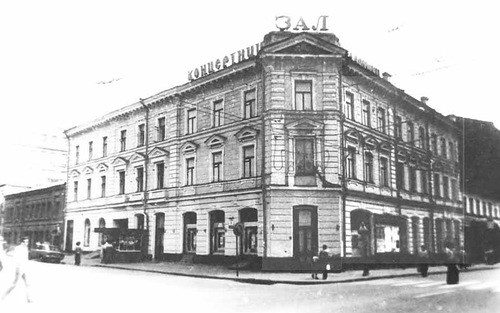
Концертна зала філармонії (буд. № 10)

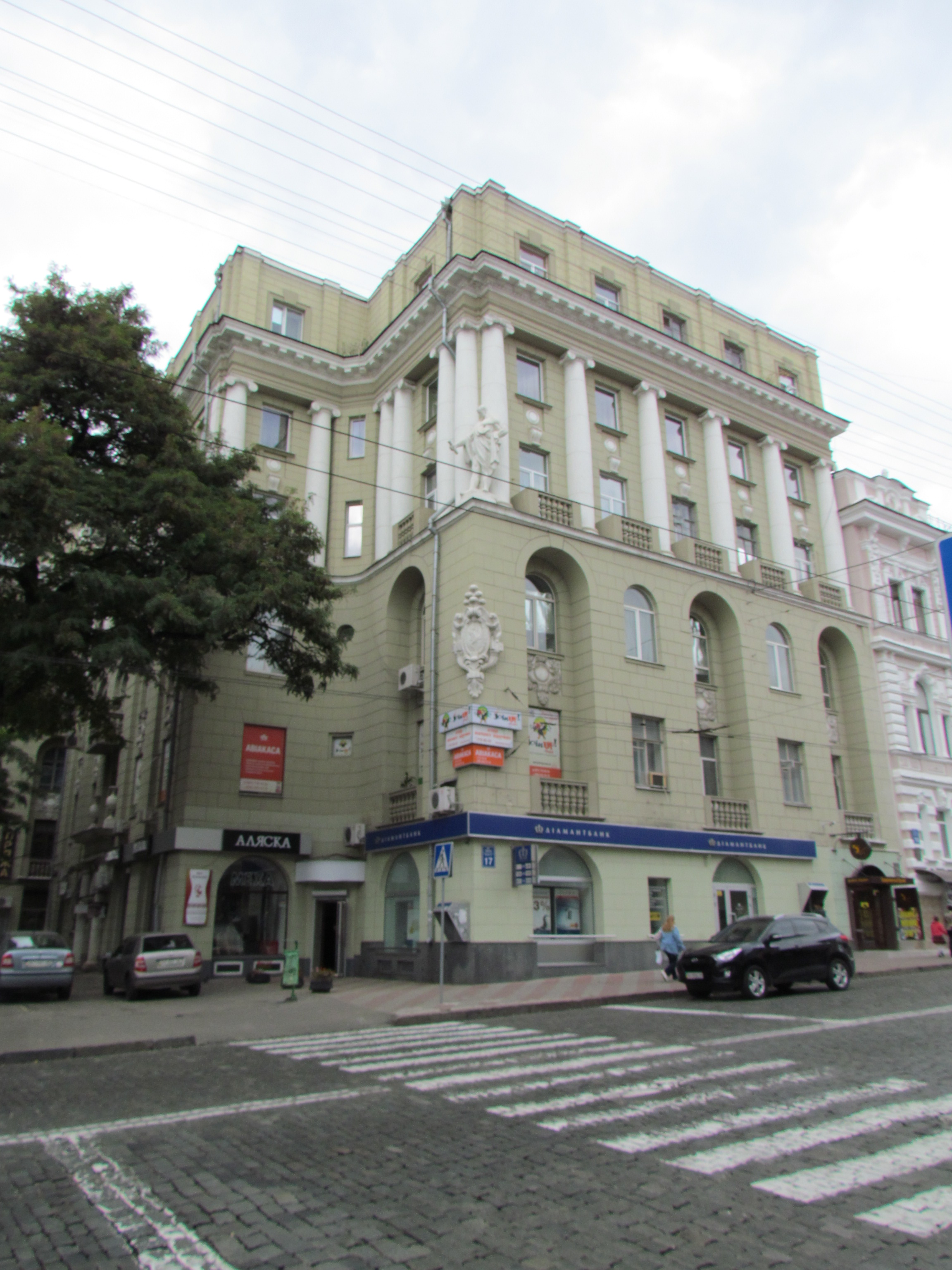
Прибутковий будинок страхового товариства «Саламандра» (буд. № 17)

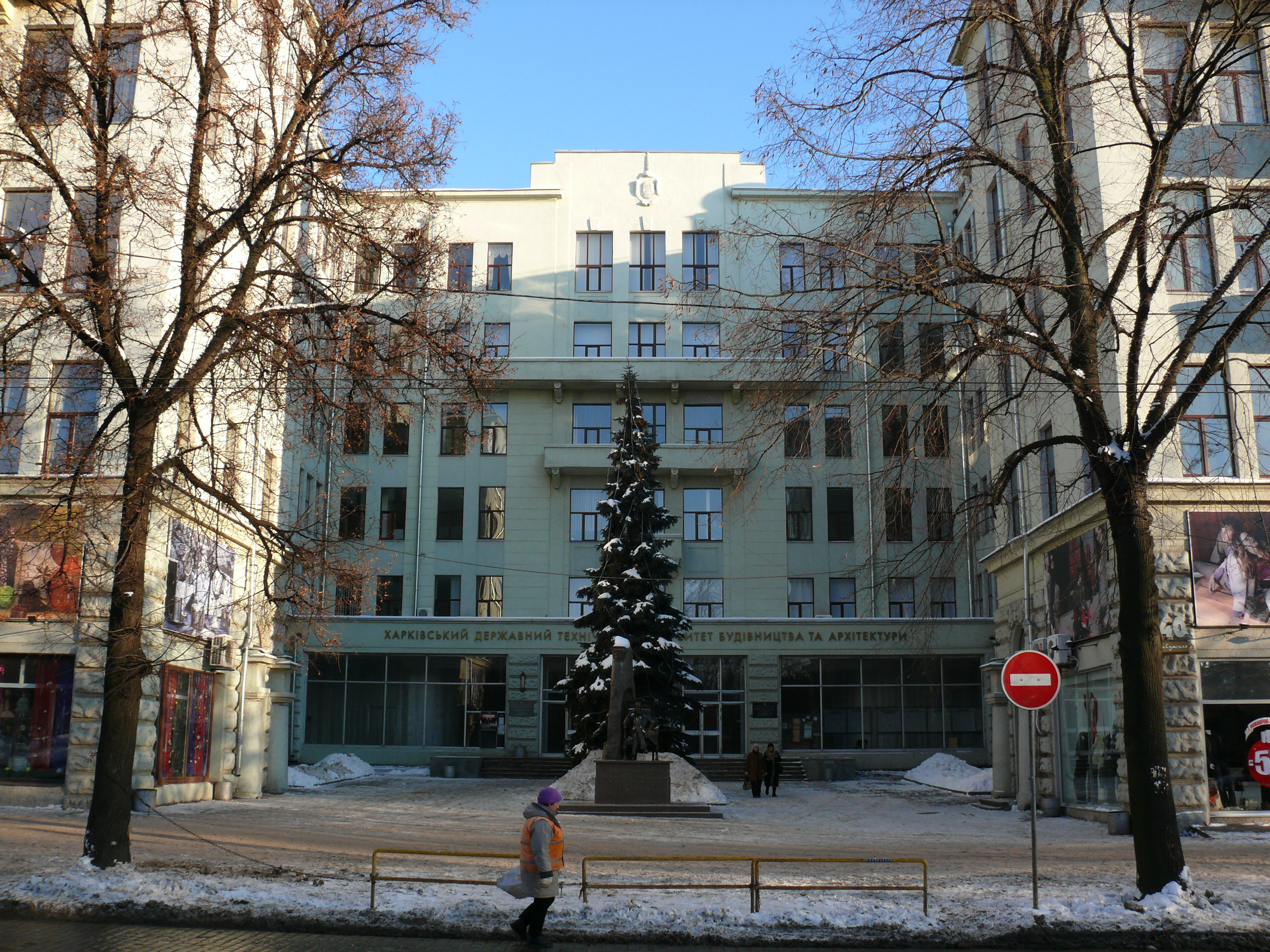
ХНУБА

- Буд. № 1 — Північний банк. У 1908—1910 роках на початку Сумської вулиці за проєктом архітекторів Оскара Мунца та Альфреда Шпігеля споруджена чотириповерхова комбінована будівля. Автор чоловічої та жіночої скульптур на фасаді — Василь Кузнєцов. Будівля зведена в стилі модерн з елементами класицизму. На перших поверхах розміщувався Русько-Азійський (Північний) банк, на верхніх — жіночі медичні курси. У 1920-х роках будівлю надбудували на один поверх, тут працював Інститут експериментальної медицини[30]. До серпня 2016 року в будинку перебував «Державний інститут праці та соціально-економічних досліджень», частина приміщень здавалась в оренду комерційним структурам[31]. 16 серпня 2024 року був проданий комерційній структурі[32].

- Буд. № 2 — Будинок Кулікова. Триповерховий наріжний будинок зведений наприкінці XIX століття за проєктом архітектора Болеслава Михаловського у стилі французького ренесансу XVI — XVII століть[33].
- Буд. № 3 —  Двоповерховий будинок Карла Клеккера зведений у 1870-х роках за проєктом архітектора Іоганна Гінша у стилі неоренесанс.
- Буд. № 4 — Колишнє обійстя А. Н. Добриніної. Реконструював з класицистичного «зразкового» проєкту архітектор Борис Покровський в 1874 році[33].
- Буд. № 5 — Прибутковий будинок з у минулому фешенебельним кінотеатром «Ампір». Шестиповерховий колишній споруджений за проєктом архітектора Артемія Горохова 1913 року. Найвищий будинок на початку вулиці. Побудований у стилі модерн. По краях вікон другого поверху фасад увиразнюють чотири жіночі скульптури витягнутих пропорцій. Після захоплення Харкова радянською владою кінотеатр довго називався 1-й Комсомольський; з 2008 року тимчасово закритий на ремонт.

- Буд. № 6 — Прибутковий будинок Фреймана[34]. Зведений 1887 року за проєктом архітектора Бориса Покровського в традиціях неоренесансу, проте в 1910-х роках капітально реконструйований за проєктом архітектора Бориса Корнієнка, що надав йому типові риси модерну[35]. Вирізняється багатою архітектурною пластикою фасаду, скульптурами жінок, а також широким майоліковим фризом.Драматичний театр імені Тараса Шевченка (буд. № 9)
- Буд. № 9 — Драматичний театр. Спочатку збудований у стилі російського класицизму за проєктом Андрія Тона 1841 року для антрепренера Л. Ю. Млотковського. У 1893 році його капітально перебудував у формах французького ренесансу архітектор Болеслав Міхаловський. У 1928 році реконструйовані інтер'єри в дусі конструктивізму (арх. В. П. Костенко, худ. В. Г. Меллер), а 1963 року з боку Римарської вулиці добудовано п'ятиповерховий службовий корпус.
- Буд. № 10 — Торгово-офісний центр «Ave Plaza». Відкритий на початку 2010-х років. Перша будівля на цьому місці була зведена у 1848 році та до початку XX століття використовувалась як житловий будинок. З початку 1900-х років і до кінця Другої світової війни будівлю займали різні установи: у різні часи тут розташовувалися кінотеатр, крамниці, клуб, виставковий зал та навіть синагога. Після Другої світової війни будинок був переданий Харківській обласній філармонії. Після невдалої реконструкції будинку у 1980-х роках, його було знесено. У 1990-ті роки на місті будинку були розташований паркінг та кіоски[36]. У 2003—2011 роках здійснено будівництво ТОЦ «Ave Plaza»[28][29].

- Буд. № 12 — Будинок Державного банку споруджений у 1897—1900 роках на розі Театральної площі та Сумської вулиці. Автор проєкту — академік архітектури Роман Голенищев. Нагляд за будівництвом — архітектор Ф. І. Шустер. Монументальна будівля у стилі флорентійського ренесансу на початку мала два з половиною поверхи. Тоді будівлю увінчував потужний карниз та парапет прикрашений вазами. У 1929—1933 роках її надбудували на два поверхи за проєктом академіка архітектури Олексія Бекетова та архітектора В. Н. Петі. Два верхні поверхи мурували під дахом, який поступово підіймали за допомогою домкратів мірою нарощування стін. Тепер тут Управління НБУ в Харківській області.
- Буд. № 17 — Прибутковий будинок «Саламандра». Зведений у 1914—1916 роках на основі конкурсного проєкту вихованців Петербурзької академії мистецтв М. В. Редькіна та Д. М. Бердникова, який переробив для реального будівництва досвідчений архітектор М. М. Верьовкін. Фасад будівлі вирішено в стилі неокласицизму. Він вирізняється досконалістю пропорцій та багатством пластики. Прикрашає будинок виконана в античному дусі монументально-декоративна скульптура. З боку Сумської вулиці має парадний двір — курдонер. Будинок був забезпечений прогресивними для початку XX століття інженерними комунікаціями — ліфтами, сміттєпроводами, внутрішніми водостоками. Цей великий прибутковий будинок споруджений для страхового товариства «Саламандра». Після Жовтневого перевороту 1917 року мешканців будинку виселили й розмістили в ньому контори ВРНГ УРСР. Чиновники тут працювали до завершення будівництва Держпрому (1928), куди й перевели заклади. Тоді будинок знову заселили, перетворивши квартири в комунальні. Прибутковий будинок страхового товариства «Саламандра» (буд. № 17)

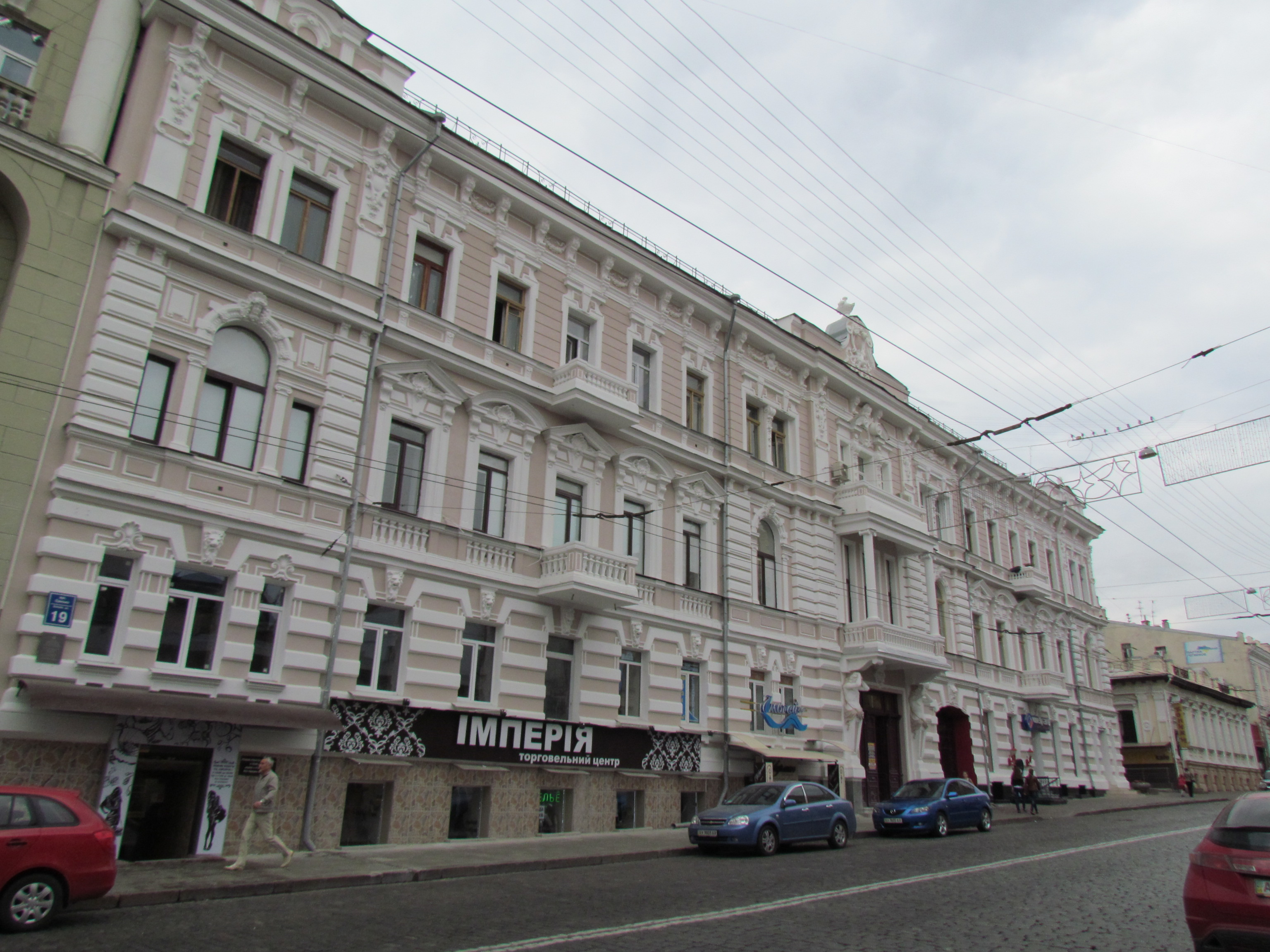
Будинок № 19

- Буд. № 18 і 20 — Колишня будівля Ради гірничопромислового з'їзду півдня Росії (нині — Харківський радіотехнічний коледж). Двоповерховий кам'яний будинок був зведений 1897 року. В 1902 році за проєктом архітектора Болеслава Михаловського надбудовано один поверх. У 1904 році з північного боку до нього прибудували за проєктом Сергія та Іліодора Загоскіних триповерховий новий корпус (вул. Сумська, 20). Зведений у стилі французького ренесансу XVI — XVII століть.

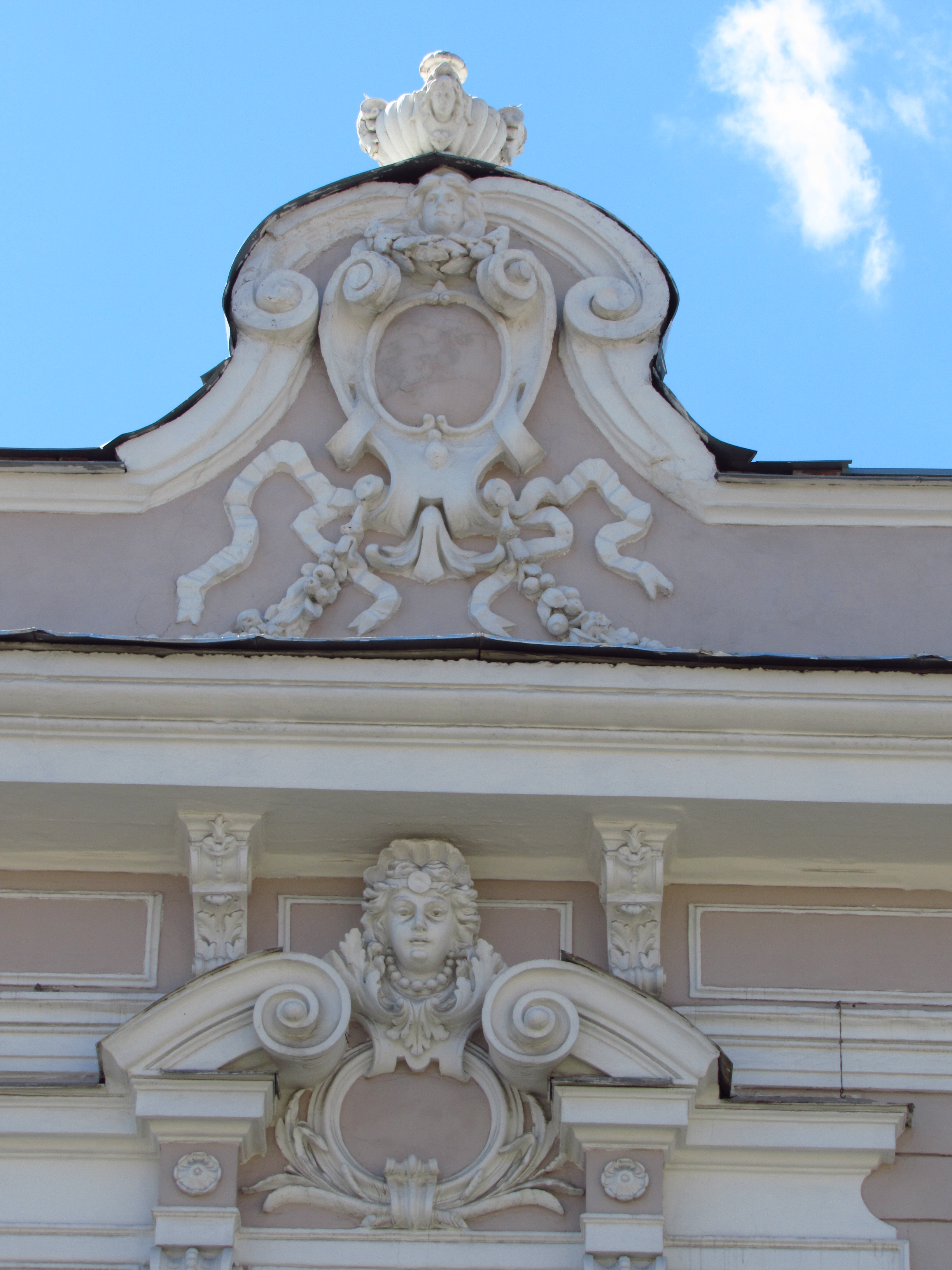
Будинок № 19 (фрагмент)

- Буд. № 19 — Колишній прибутковий будинок страхового товариства «Життя». Збудований за проєктом інженера-архітектора Олександра Гінзбурга[37] наприкінці XIX століття. Фасад триповерхового будинку оформлений у стилі раннього бароко із застосуванням різноманітних пластичних архітектурних деталей[38].
- Буд. № 25 — Новий оперний театр. Зведений у 1970—1990 роках за проєктом київських архітекторів С. Н. Миргородського, В. Д. Єлізарова, Н. В. Чуприни й Р. М. Гупала.
- Буд. № 26 — Прибутковий будинок Ліфшиця. Прибутковий будинок споруджений у 1910 році за проєктом інженера-архітектора Олександра Гінзбурга. Вирізняють фасад будинку еркери овального обрису та інші пластичні елементи в стилі модерн.

- Буд. № 40 — Харківський національний університет будівництва й архітектури. Навпроти саду імені Тараса Шевченка зведена багатоповерхова будівля з курдонером, де наразі розміщується Харківський національний університет будівництва й архітектури. Збудована 1927 року за проєктом архітекторів О. Г. Молокіна та Г. Д. Іконникова. Ступінчасто-нарощувані об'єми будинку добре вписані у фронт забудови. Фасад має активне пластичне рішення: великомасштабні балкони, вертикальні лопатки, велике рустування першого поверху, плескаті карнизи. Застосовані прогресивні для 1920-х років конструктивні рішення: рамний залізобетонний каркас та чисторебристі перекриття. У 1960-х роках у курдонері прибудували одноповерховий вестибюль.
- Буд. № 43 — Особняк Сергія Савича. Двоповерховий особняк зведено у 1903 році за проєктом М. Е. Ройтенберга[39]. Будівлею володів Сергій Савич, а з 1906 до 1912 року тут розміщувалося німецьке консульство[40]. Еклектичний будинок має симетричний фасад, прикрашений пілястрами, фронтонами, каріатидами та іншою ліпниною. Балкон, що підтримують дві колони, втратив первісну ковану балюстраду. Вночі 31 грудня 2023 року в будинок влучив російський БПЛА[41]. Пам'ятка архітектури зазнала значних пошкоджень, а також зайнялася[41][42].Будинок № 44

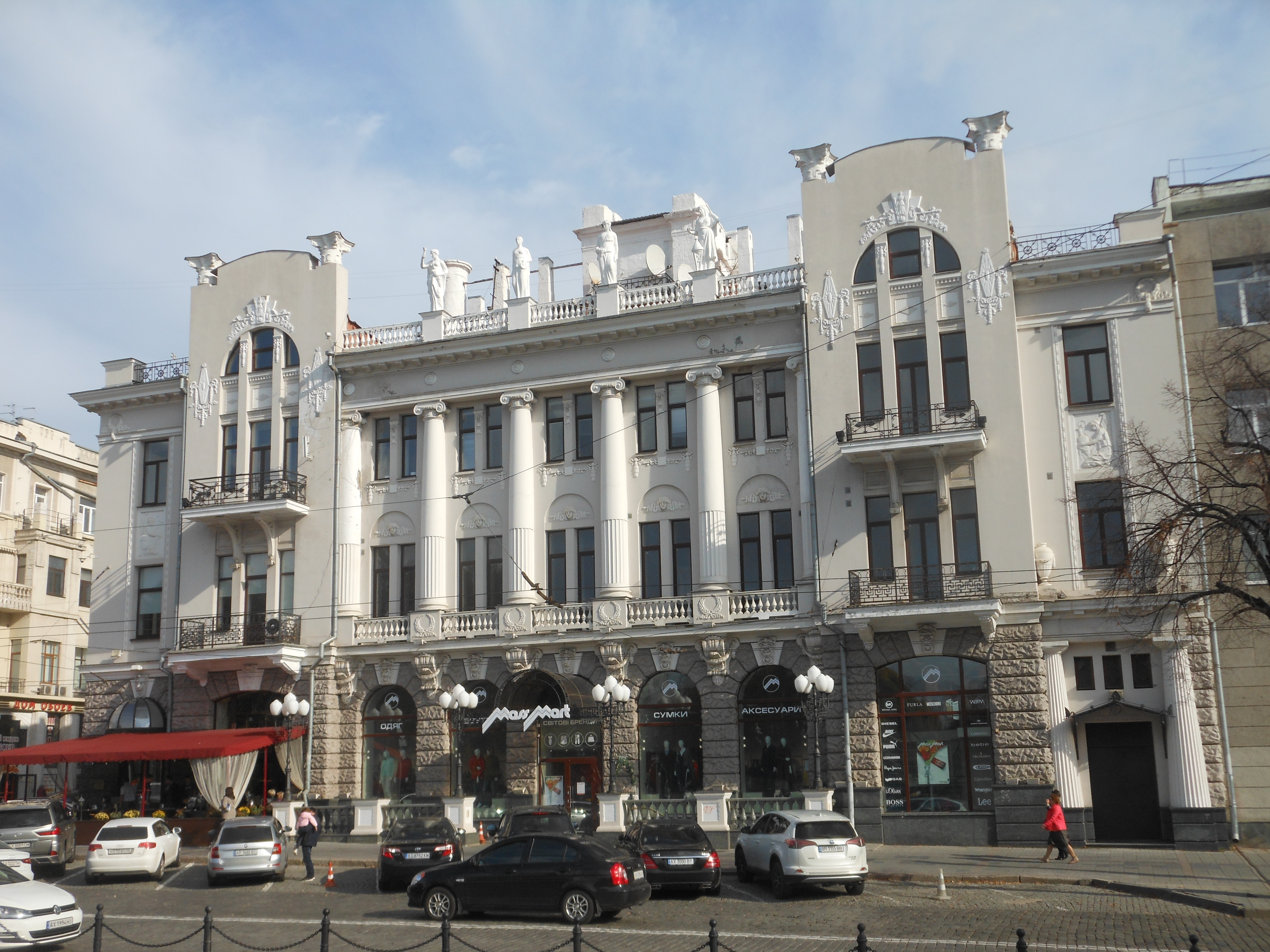
Будинок № 44

- Буд. № 44 — Будинок Аладьїних. Триповерховий прибутковий будинок спорудив архітектор Юлій Цауне 1912 року в еклектичному стилі, що поєднує риси класики та модерну. На високому першому поверсі була крамниця купця Аладьїна. Пластику стіни двох верхніх поверхів збагачують канелюровані колони іонічного ордера. Над будівлею влаштований плескатий дах-тераса. На парапеті встановлені чотири жіночі статуї, а над ризалітами — декоративні вази, яким надали форму капітелей.
- Буд. № 44 — Будинок братів Оршанських[43]. Чотириповерхова будівля в стилі модерн акцентує ріг вулиці Гіршмана. Збудована 1910 року, автор не відомий.
- Буд. № 52 — особняк Миколи Авдакова. Двоповерховий колишній особняк, реконструйований у 1898 році за проєктом архітекторів Іліодора Загоскіна та Василя Кричевського в неоготичному стилі.
- Буд. № 55 — Гімназія для сліпих дітей. Двоповерхова будівля, споруджена у 1891 році спеціально як гімназія для сліпих дітей (нині — Харківський спеціальний навчально-виховний комплекс імені В. Г. Короленка). Архітектор Сергій Загоскін за участі архітектора Франциска Шустера. У 1912 році добудована домова церква (арх. Віктор Величко).
- Буд. № 60 — Будівля інституту Діпрококс. Наріжна споруда вирішена з використанням композиційних засобів радянського класицизму (архітектор Є. Любомилова, 1954 рік). Будівля вирізняється хорошими пропорціями та високою якістю оздоблення. На першому поверсі міститься аптека № 1 з чудовим інтер'єром. Будівля пошкоджена в результаті російської атаки на будинок ХОДА.

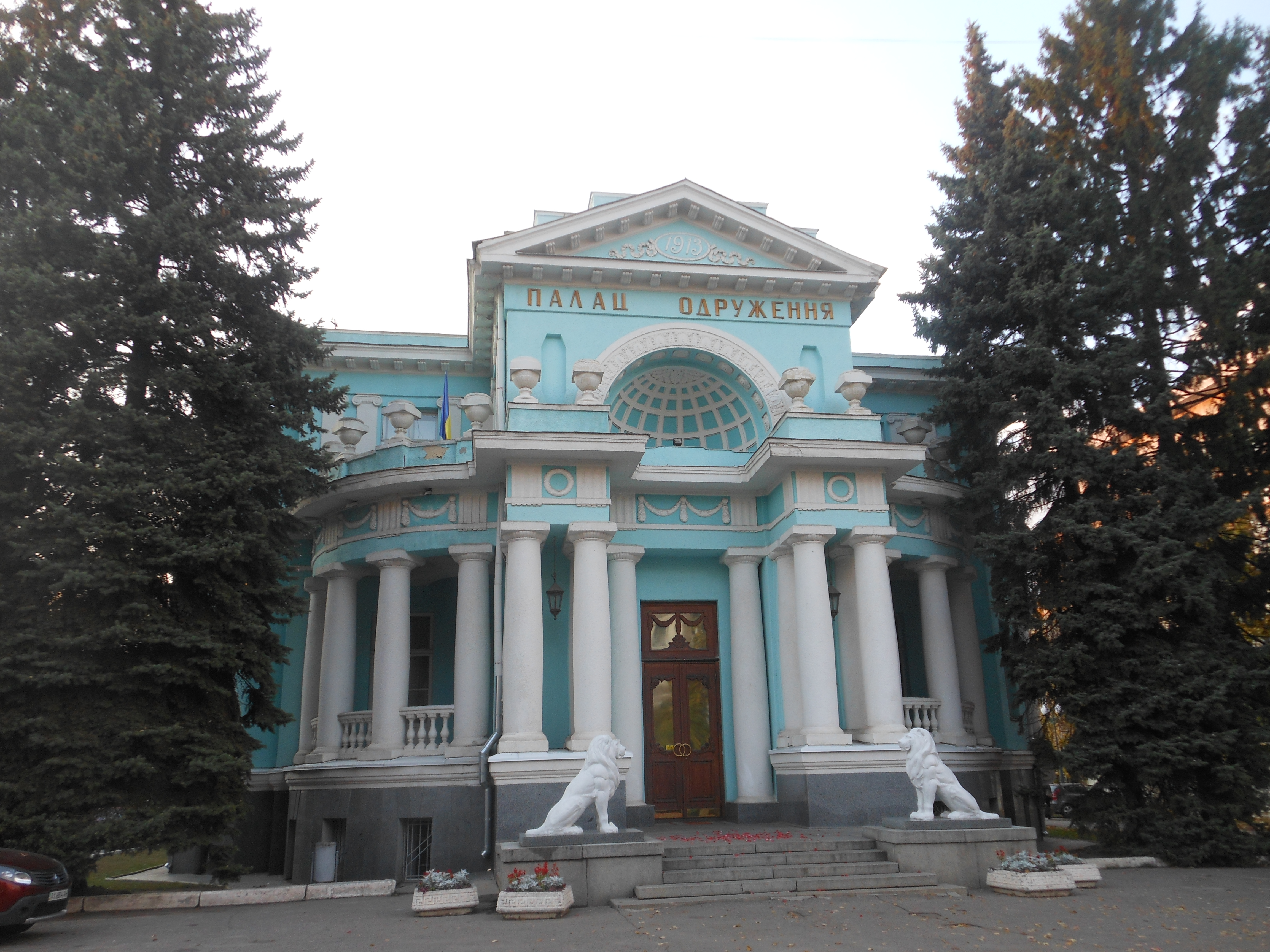
Палац одруження (буд. № 61)

- Буд. № 61 — Палац одруження (колишній особняк видавця газети «Наш край» Олександра Юзефовича). Збудований у стилі неоренесансу у 1912—1913 роках за проєктом архітектора А. І. Горохва. Наразі в цьому будинку розташований Центральний палац одруження — є пам'яткою архітектури Харкова. Після встановлення радянської влади більшовиками у 1920—1922 роках у будівлі розміщувався концентраційний табір, згодом — Товариство старих більшовиків. Після деокупації Харкова від німецько-фашистських загарбників півтора десятки років у цій історичній будівлі працював Палац піонерів. З 1962 року в одному з найкрасивіших особняків Харкова відкрився відділ запису громадянського стану та зазвучав марш Мендельсона[44]. З 2 травня 2025 року Палац одруження закритий на капітальну реконструкцію.
- Буд. № 64 — Харківська обласна державна адміністрація. Монументальна будівля звернена до майдану Свободи. Зведена 1954 року за проєктом архітекторів В. М. Орєхова, В. П. Костенка, за участі Б. М. Мирошниченка. З початком повномасштабного російського вторгнення в Україну, вранці 1 березня 2022 року, російська ракета вразила будівлю, що призвело до її часткового руйнування[45], згодом будівля знову зазнала обстрілу[46][47]. Планується реконструкція[48].
- Будинок № 71 — Вежа з наріжними балконами житлового будинку спорудженого в стилі конструктивізму виразно фіксує перехрестя з вулицею Маяковського. Арх. В. П. Костенко тощо.
- Будинок № 70/72 — Офісно-торговий центр «Platinum Plaza», який відкрився у 2008 році[49]. До початку 2000-х років тут розташовувалась типова одноповерхова кам'яна будівля XIX століття, яку у 1883—1884 роках збудував власник ділянки Петро Твердохлібов[50]. У 1931 році у будівлі був розташований Будинок матері й дитини імені Ілліча[51], а з 1950-х років до початку 2000-х — дитячий садок № 19[52].
- Буд. № 82 — колишній Прибутковий будинок Мошкевича. Побудований за проєктом архітектора Віктора Естровича у 1910 році. Вирізняється парадністю, для досягнення якої активно використані класичні архітектурні форми. Рустована стіна двох перших поверхів оформлена як потужний цоколь. На ньому стоїть колонада, що об'єднує чотири поверхи. Антаблемент з головним карнизом розташований на рівні підвіконь шостого поверху. По осях колон на фоні цього поверху встановлені десять жіночих фігур античного зразка.
- Буд. № 108 — шестиповерховий колишній Прибутковий будинок у стилі модерн вирізняють великі майже позбавлені декоративних прикрас форми еркерів, балконів та інших елементів.

## Пам'ятники
Тарасові Шевченку Споруджений 1935 року. Скульптор Матвій Манізер; архітектор Йосип Лангбард.
Дзеркальний струмінь (Також — «Скляний струмінь»). Споруджений 1947 року за проєктом архітектора В. І. Коржа.
Миколі Гоголю Бронзовий бюст видатному письменнику встановлений на Театральній площі в 1909 році навпроти Драматичного театру імені Тараса Шевченка. Скульптор Борис Едуардс.
Олексію Бекетову Пам'ятник академіку архітектури О. М. Бекетову встановлено в серпні 2007 року біля парадного входу в головний корпус Харківського державного технічного університету будівництва та архітектури. Скульптор Сейфаддін Гурбанов.
Репресованим кобзарям, бандуристам, лірникам Пам'ятний знак було відкрито в саду імені Тараса Шевченка біля театру опери та балету в Харкові 14 жовтня 1997 року. Автори пам'ятного знака — скульптори Валерій Бондар, Василь Семенюк, Олекса Шауліс і архітектор Олекса Морус.
Архангелові Михаїлу Встановлено в південній частині саду імені Тараса Шевченка в 2004 році. Пам'ятник є подарунком від столиці держави міста Києва до святкування 350-річчя заснування Харкова. Скульптор Віталій Сивко; архітектор Віктор Бобровський.
Євдокимові Щербініну Бюст на честь першого губернатора Слобідсько-Української губернії Щербініна Євдокима Олексійовича був встановлений 20 серпня 2004 року біля будівлі ХОДА. Автори пам'ятника: Олександр Рідний, скульптор Анна Іванова, ливарник Олег Шевчук, архітектор Юрій Шкодовський. Пам'ятник російському генералові знищений російським ракетним ударом 28 серпня 2022 року.
Антонові Макаренку Пам'ятник видатному українському педагогу А. С. Макаренку було встановлено 1968 року (відкрито 1969 року у сквері біля Центрального парку. Скульптор М. Ф. Овсянкін; архітектор Е. Ю. Черкасов.

Пам'ятник Тарасові Шевченку
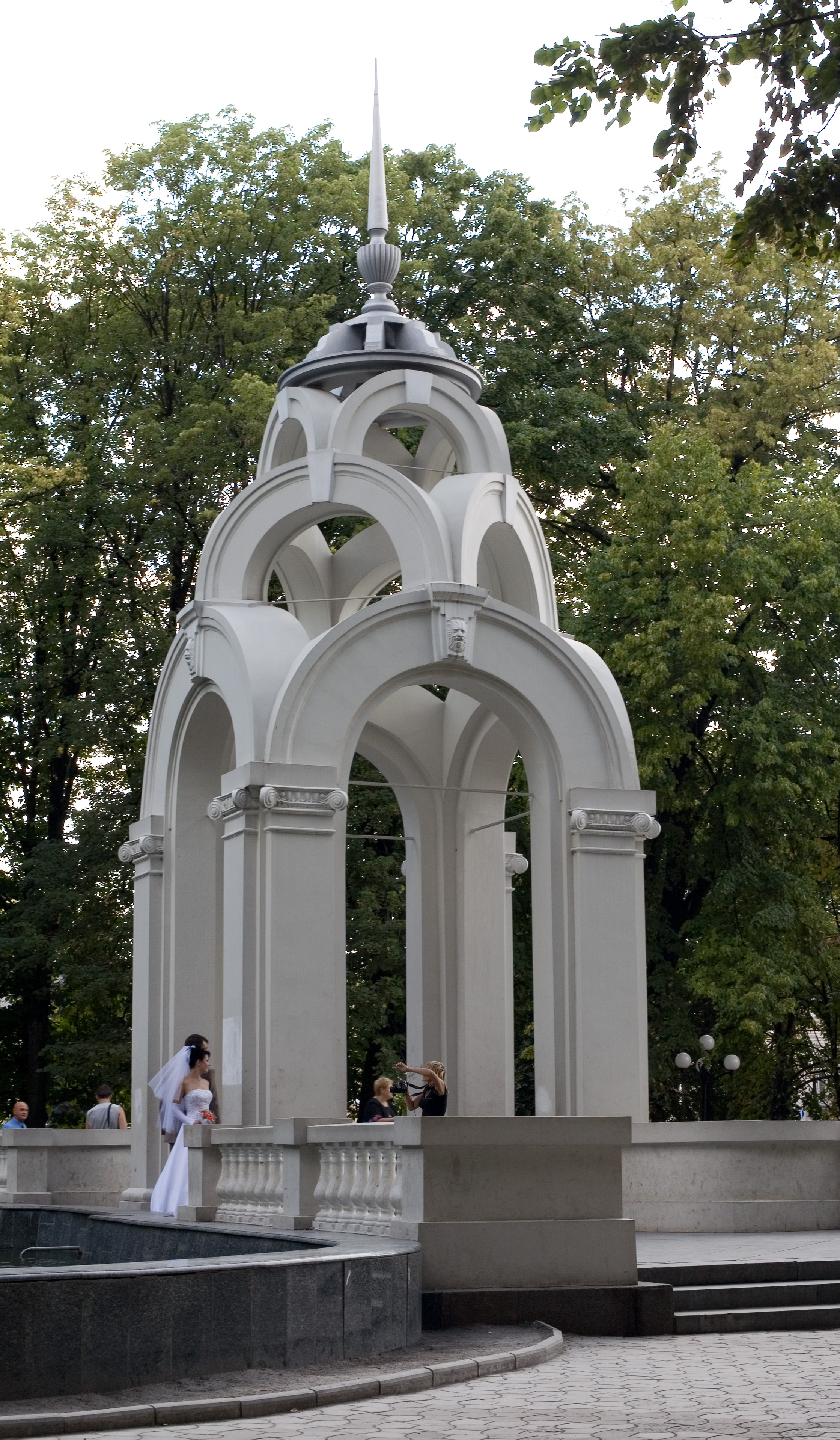
Дзеркальний струмінь
Пам'ятник Гоголю
Пам'ятник Бекетову
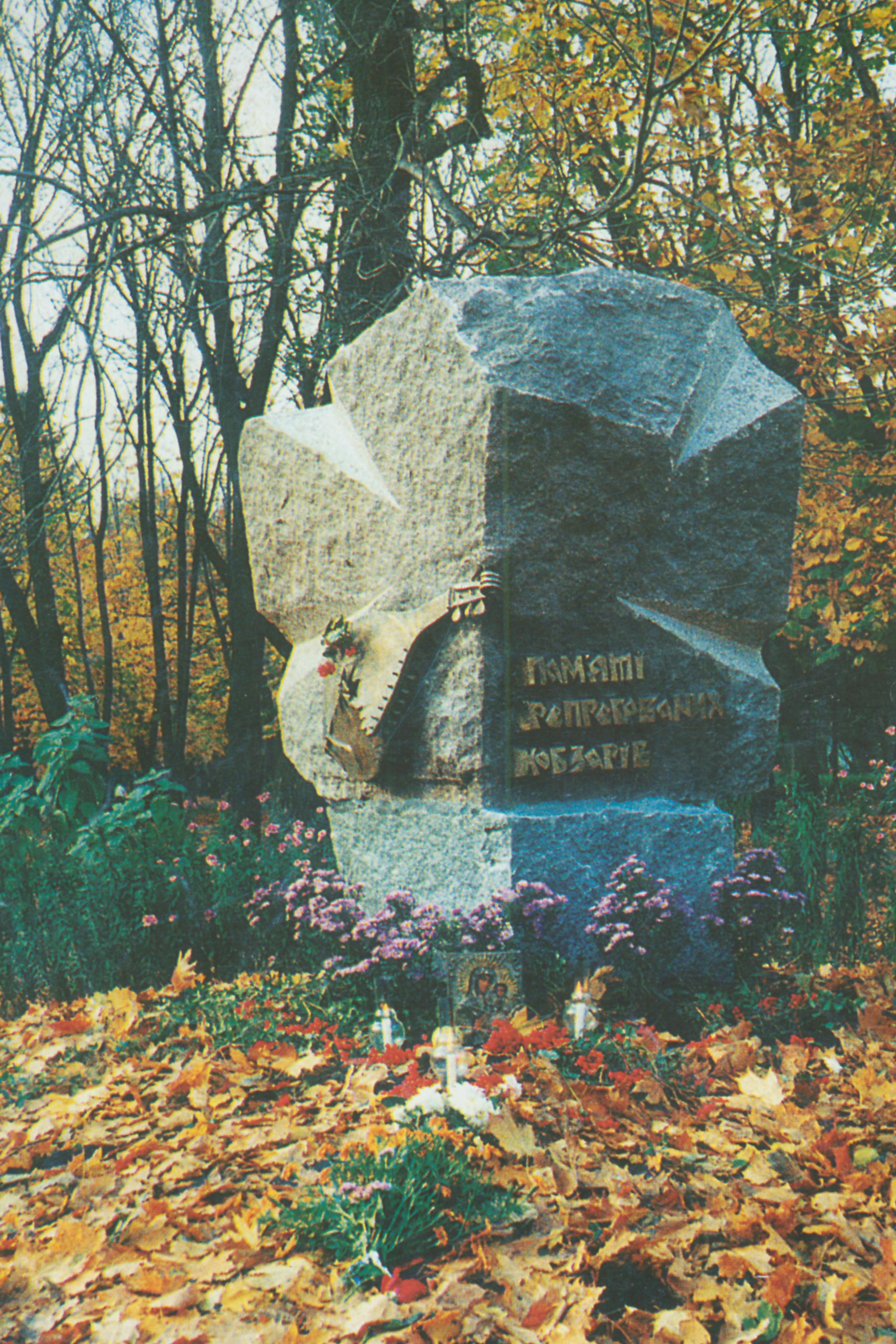
Пам'ятний знак репресованим кобзарям, бандуристам, лірникам
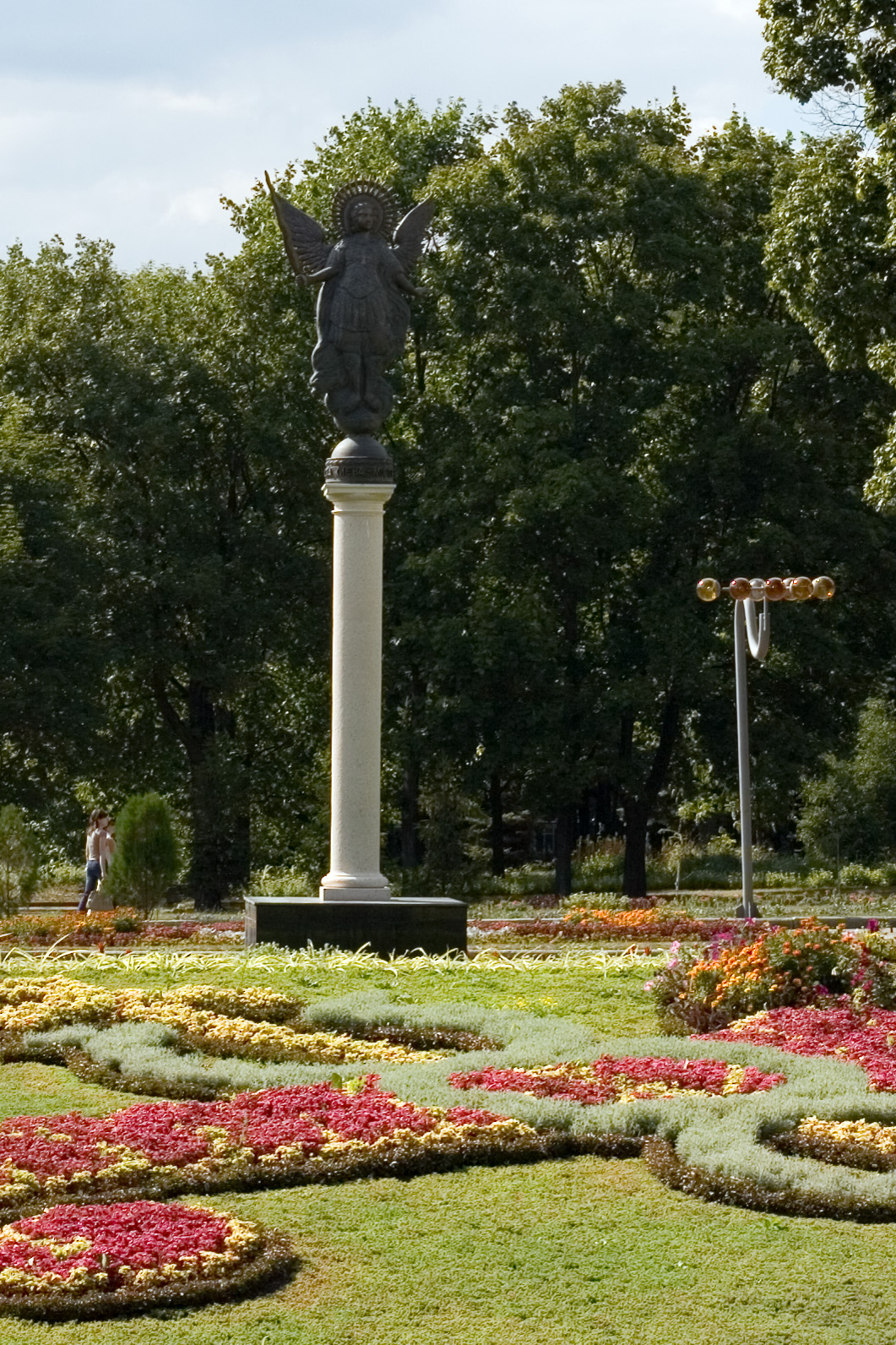
Пам'ятник Архангелові Михаїлу
Пам'ятник Щербініну
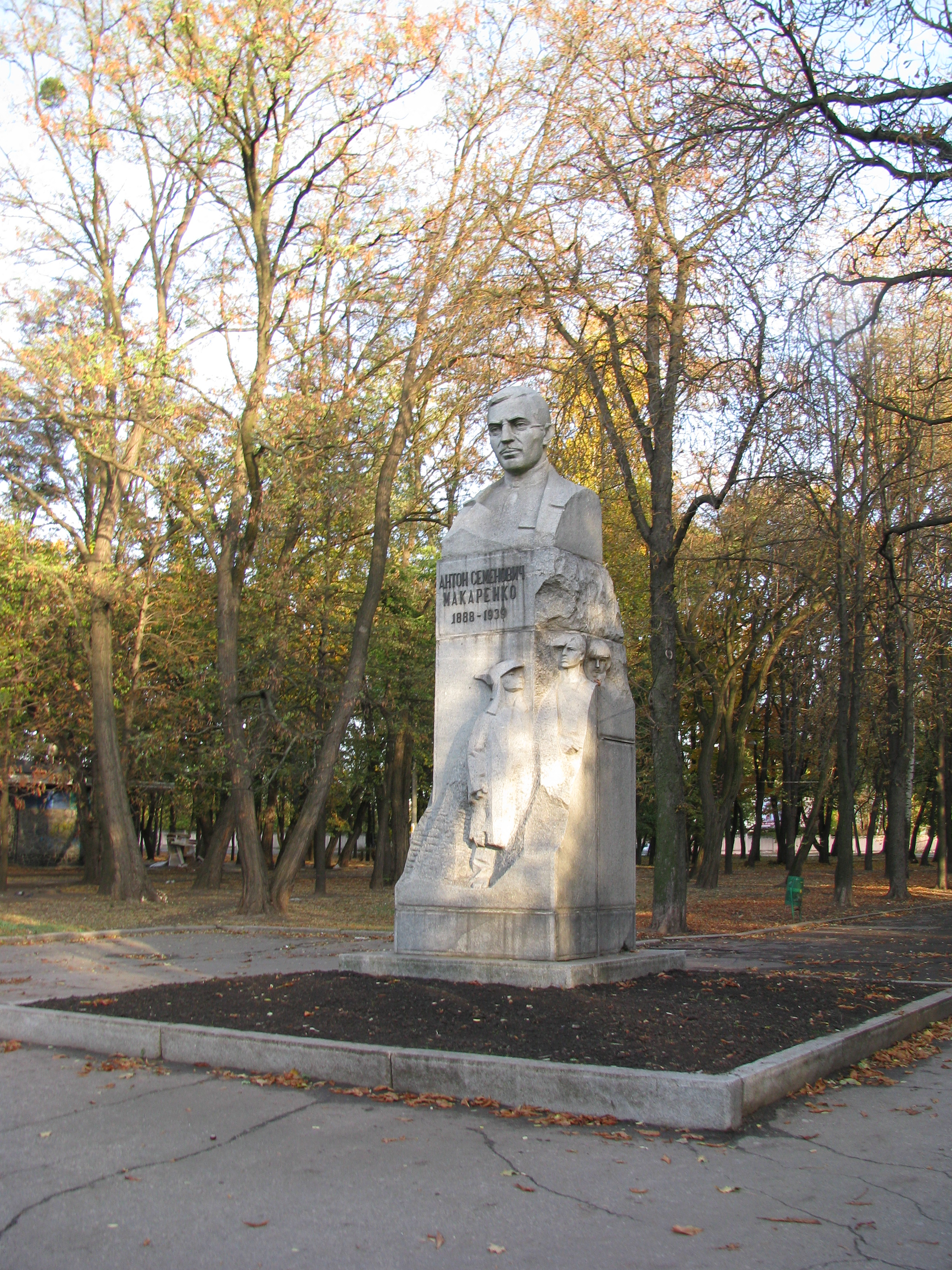
Пам'ятник Макаренку

## Важливі об'єкти
- № 9 — Харківський академічний український драматичний театр імені Тараса Шевченка
- № 12 — Управління НБУ в Харківській області
- № 25 — Харківський національний академічний театр опери та балету імені Миколи Лисенка
- № 35 — Кіноконцертна зала «Україна» (Харків)
- № 37 — Палац дитячої та юнацької творчості
- № 40 — Харківський національний університет будівництва й архітектури
- № 61 — Центральний палац одруження
- № 64 — Харківська обласна державна адміністрація
- № 70/72 — ОТЦ «Platinum Plaza»
- № 77/79 — Харківський університет повітряних сил імені Івана Кожедуба
- № 81 — Центральний парк
- № 81 — Кінотеатр «Парк»
- № 81 — Дитяча залізниця
- № 132 — Харківський машинобудівний завод «ФЕД»

## Виноски
1. ↑  Білгородське шосе [Архівовано 13 серпня 2018 у Wayback Machine.]. Open Street Map.
2. ↑  Білгородське шосе [Архівовано 13 серпня 2018 у Wayback Machine.]. Яндекс
3. ↑  Білгородське шосе [Архівовано 13 серпня 2018 у Wayback Machine.]. Depo.Харків
4. ↑  Білгородське шосе [Архівовано 14 серпня 2018 у Wayback Machine.]. Харківська міська рада
5. ↑  Білгородське шосе. ProZorro.
6. 1 2  Дмитриева Е.Н., Дьякова Е.В., Харченко Н.М; под общ. ред. Куделко С.М.| (2011). Харьков: справочник по названиям: 7000 улиц, площадей, скверов, районов... Харьков: "Издательство САГА". с. 307. ISBN 978-617-575-024-7.
7. ↑  Твой любимый Харьков. Архів оригіналу за 21 серпня 2012. Процитовано 3 серпня 2012.
8. ↑  Вместо сквера — церковь? Харьковчане против. Архів оригіналу за 22 березня 2017. Процитовано 21 березня 2017. [Архівовано 2017-03-22 у Wayback Machine.]
9. ↑  Храм жен-мироносиц «прикроет» парковку. Архів оригіналу за 22 березня 2017. Процитовано 21 березня 2017.
10. ↑  Харківська єпархія Української Православної Церкви. www.eparchia.kharkov.ua. Процитовано 21 травня 2024.
11. ↑  Сквер Победы в Харькове. Харьков - куда б сходить? (укр.). Процитовано 21 травня 2024.
12. ↑  Харкiв, Чернышевская улица, 15 – Проекты 4-этажных домов 1920-1941 годов. photobuildings.com (укр.). Процитовано 21 травня 2024.
13. ↑  Визначні пам'ятки Харкова [Архівовано 22 травня 2012 у Wayback Machine.] на [Архівовано 21 вересня 2009 у Wayback Machine.][Архівовано 21 вересня 2009 у Wayback Machine.] www.mandria.ua (Мандрія. Відпочинок в Україні)(рос.)
14. ↑  Чернова М. В. Пам'ятник Т. Г. Шевченку в Харкові., Харків: «Прапор», 1984
15. ↑  Троллейбус. Хроника [Архівовано 18 вересня 2012 у Wayback Machine.] на сайті Харьков транспортный [Архівовано 27 серпня 2012 у Wayback Machine.](рос.)
16. ↑  Харьков – Зеркальная струя. РентМиюа - услуги аренды и проката в Украине. Процитовано 25 травня 2024.
17. ↑  Розблокувати вулицю Сумську!. petition.city.kharkov.ua. Архів оригіналу за 26 січ. 2022 р.
18. ↑  Пешеходная зона на проспекте Науки и Сумской: горсовет рассмотрит петицию. kh.vgorode.ua. Архів оригіналу за 26 січ. 2022 р.
19. ↑  Садова, Маргарита (17 серпня 2021). В Харькове на День города улица Сумская станет пешеходной (видео). "Інфосіті" - інформаційно-аналітичний портал (укр.). Процитовано 25 травня 2024.
20. ↑  Улицу Сумскую в Харькове просят сделать пешеходной. 2day.kh.ua (рос.). Процитовано 25 травня 2024.
21. ↑  Пешеходная Сумская. За и против. Status Quo (рос.). 8 травня 2024. Процитовано 25 травня 2024.
22. ↑  В центре Харькова будет пешеходная улица: уже решено, какая именно. Status Quo (рос.). 8 травня 2024. Процитовано 25 травня 2024.
23. ↑  Прогулки по Харькову: улица Сумская, 28. 2day.kh.ua (рос.). Процитовано 25 травня 2024.
24. ↑  Сумская ул., 52 (Харьков). wikimapia.org. Процитовано 25 травня 2024.
25. ↑  Погребна, Анна (19 лютого 2021). Історія, автори та яким міг бути дизайн: 5 фактів про Малий герб України. Суспільне Новини.
26. ↑  Наказ Міністерства культури та інформаційної політики України від 14 січня 2021 року № 10 «Про занесення об'єктів культурної спадщини до Державного реєстру нерухомих пам'яток України»
27. ↑  На пересечении улиц Сумской и Скрипника появится торгово-офисный центр. stroyobzor.ua (рос.). Процитовано 25 травня 2024.
28. 1 2  Торгово-офисный центр Ave-Plaza (Харьков). wikimapia.org. Процитовано 25 травня 2024.
29. 1 2  История харьковского органа. Дозор.UA. Процитовано 25 травня 2024.
30. ↑  Прогулки по Харькову с Андреем Парамоновым. Здание Северного банка на улице Сумской. 2day.kh.ua (рос.). Процитовано 25 травня 2024.
31. ↑  Фонд Держмайна продає «будинок з градусніком» в центрі Харкова. Харків Тimes (укр.). 31 липня 2024. Процитовано 23 серпня 2024.
32. ↑  Продано: Будинок з градусником у Харкові купили власники аптеки 911. gromada.group (укр.). Процитовано 23 серпня 2024.
33. 1 2  Улицы и площади города [Архівовано 28 липня 2012 у Wayback Machine.] на сайті Харьков — Харків [Архівовано 1 серпня 2012 у Wayback Machine.] (рос.)
34. ↑  Сумская № 6, доходный дом Лысиковых. Откуда Родом (рос.). 19 лютого 2020. Процитовано 25 травня 2024.
35. ↑  Шкодовский Ю. М., Лаврентьев И. Н., Лейбфрейд А. Ю., Полякова Ю. Ю. Харьков. Вчера, сегодня, завтра. — Харьков: Фолио, 2002. — с. 111. — ISBN 966-03-1813-8 (рос.)
36. ↑  Т. В. Тихомирова: дома на Сумской. the-past.inf.ua. Архів оригіналу за 1 липня 2020. Процитовано 16 вересня 2020. [Архівовано 2020-07-01 у Wayback Machine.]
37. ↑  А. Ю. Лейбфрейд, Ю. Ю. Полякова. Харьков. От крепости до столицы: Заметки о старом городе. — Харьков: Фолио, 2004. — с. 38, 43. — ISBN 966-03-2265-8 (рос.)
38. ↑  Александр Лейбфрейд, Владимир Реусов, Алексей Тиц. Харьков: Архитектура, памятники, новостройки. Путеводитель [Архівовано 5 грудня 2013 у Wayback Machine.] (рос.)
39. ↑  Харкiв, Сумская улица, 43 – Проекты 2-этажных домов до 1920 года. photobuildings.com (укр.). Процитовано 31 грудня 2023.
40. ↑  Особняк для немецкого консульства в Харькове. Харьков - куда б сходить? (укр.). Процитовано 31 грудня 2023.
41. 1 2  Нічна атака росіян у Харкові: з'явилися фото наслідків. РБК-Украина (укр.). Процитовано 31 грудня 2023.
42. ↑  Атака «шахедов»: В центре Харькова горит историческое здание. DUMKA.MEDIA (рос.). Процитовано 31 грудня 2023.
43. ↑  Сумская ул., 46 (Харьков) | административно-офисное здание, модерн, строение 1876 года. wikimapia.org. Процитовано 25 травня 2024.
44. ↑  У Харкові закрили Палац одруження на реконструкцію. Kh.vgorode.ua. 1 травня 2025.
45. ↑  Хронологія російського вторгнення в Україну (березень 2022). Вікіпедія (укр.). 16 лютого 2023. Процитовано 16 лютого 2023.
46. ↑  Як виглядає центр Харкова після повторного ракетного удару. Kharkiv Today. 19 серпня 2022. Архів оригіналу за 29 серпня 2022.
47. ↑  Вдруге практично в ту ж вирву: подробиці обстрілу будівлі ХОВА в Харкові (відео). Медиагруппа «Объектив». 29 серпня 2022. Архів оригіналу за 29 серпня 2022.
48. ↑  Ігор Терехов розповів, що буде з будівлею ОДА на площі в Харкові. Коментарі Україна (ua) . 9 лютого 2023. Процитовано 16 лютого 2023.
49. ↑  ОТЦ «Platinum Plaza». www.platinumplaza.com.ua. Архів оригіналу за 27 січня 2021. Процитовано 16 вересня 2020.
50. ↑  ngeorgij (2 июн, 2014). Т. В. Тихомирова: дома на Сумской. Харьков: новое о знакомых местах. Архів оригіналу за 22 січня 2021. Процитовано 16 вересня 2020.
51. ↑  Сектор, Харківський Міськплан Культурно-соціальний (1931). Список установ Наросвіти та Охорони здоров'я м. Харкова та приміської смуги (укр.). Харків. Архів оригіналу за 5 червня 2020. Процитовано 16 вересня 2020.
52. ↑  Харьков. Не отбрасывающие тени — Страница 13, Харьковский форум. kharkovforums.com. Процитовано 16 вересня 2020.
53. ↑  Демилитаризуют своих: оккупанты в Харькове снесли памятник губернатору щербинину. 24 Канал (рос.). 30 серпня 2022. Процитовано 25 травня 2024.